# Tróndur Patursson
Tróndur Sverri Patursson (født 1. marts 1944 i Kirkjubøur på Færøerne) regnes blandt de største levende kunstnere på Færøerne, men han er også kendt som eventyrer, der sejlede på alle verdens have sammen med Tim Severin. Han er søn af Jóannes Patursson den yngre og hans kone Malan (f. Hansen). Han er den yngre af to tvillingebrødre. Han fortalte i en udsendelse som Jógvan Arge fra Færøernes Radio (Kringvarp Føroya) lavede om ham, at han var glad for, at han ikke var den ældste tvillingebror, for så skulle han have arvet bondegården og var blevet bundet af den, og så var han nok ikke blevet kunstner eller have rejst med på eventyrrejser på verdens have.

## Karriere

### Karriere som kunstner
Efter et par vintres privat undervisning hos Ingálvur av Reyni videreuddannede han sig 1965-1966 i København, hvor han fik tegneundervisning hos Hans Christian Høier på Glyptoteket. Senere gik han på Norges Kunsthåndværkerskole (1966-1967), var en tid i lære hos billedhuggeren Ståle Kyllingstad, og blev derefter optaget på Statens kunstakademi i Oslo, hvor han gik i tre år. Han holdt sin første separatudstilling på kunstmuseet i Tórshavn, i 1972.
Tróndur er en eksperimenterende kunstner, der har udtrykt sig på flere felter. Han arbejder med skulpturer og relieffer i jern, kobber og andre metaller. Drivtømmer, forkullet træ, hvalknogler, sten og andre af naturens egne materialer anvendes i monumentale skulpturer, hvor der lægges vægt på stoflighed, struktur og dekorativ kvalitet. 
Tróndur Patursson er i dag anerkendt både som maler og billedhugger, især er han berømt for sine glasmalerier, hvoraf der er grund til at fremhæve hans arbejder i Gøtu kirkja (1991-1994), Tórshavn Katolske Kirke (1993), altertavlen i Tornbjerg Kirke, Odense, samt den store spejl- og glasinstallation Kosmisk Rum, der blev lavet i forbindelse med Kulturby 96 i København. 
Med Kosmisk Rum har Tróndur Patursson forsøgt at udtrykke den oplevelse, han havde, da han sejlede med en bambusflåde fra Kina til Amerika sammen med bl.a. Tim Severin i 1993. Rejsen varede i 106 dage. Han så ingen andre skibe og var – på bambusflåden – meget tæt på vandet, hvilket gjorde, at han kom ind i havets rytme. Denne oplevelse gav ham en slags kosmisk havfølelse, som er udtrykt i det kosmiske rum.  
Jeg har udtrykt det i containeren ved at installere et spejl, som man går på, men der er også et spejl over én, som giver en genspejling med en dybde på cirka 700 meter og en højde på cirka 700 meter. Det bevirker at man kommer i en slags kosmisk tilstand. Når man kommer ind i rummet er der ingen vandrette linier og heller ingen lodrette linier mere; man har en følelse af at gå på vandet, forklarer Tróndur.
I 1995 starter han med flere andre Færøske kunstner et samarbejde med Galleri NB i Viborg. Tróndur Patursson har derudover udført en række monumentale opgaver. En af opgaverne er stensætningen udenfor Radiohuset i Tórshavn fra 1985. Fem store basaltblokke er anbragt, som var de efterladt af jætter engang i fordums tid. Basaltblokkene er taget fra fjeldene omkring Tórshavn. 
Han har desuden udført en omfattende rumudsmykning i indkøbscenteret SMS i Tórshavn, hvor han har benyttet glas kombineret med stål og marmor. Monumentet består af en dobbelttrappe i marmor, der snor sig omkring en glasskulptur, der er placeret i et vandbassin. 
Han har desuden lavet en lang glasskulptur på Vejles nye parkerings hus fra 2006. Huset er også opkaldt efter Tróndur.
Naturen har ligesom mennesker en aura – en udstråling – og den vil jeg bagom og udtrykke i min kunst, siger han.
I februar 2013 blev Patursson inviteret til USA til at udstille sin kunst i John F. Kennedy Center for the Performing Arts;. Han lavede en installation med 90 store fugle af hans patenterede malede glas, han kaldte installationen for “Migration”. Fuglene blev hængende i vinduerne i den store forhal gennem hele udstillingsperioden af Nordic Cool 2013, som hans fugle var en del af.

### Karriere som søfarer/eventyrer
I 1976 sejlede Patursson sammen med Tim Severin i en transatlantisk rejse i en læderbåd, som var lavet som både blev lavet i det 6. århundrede, båden kaldtes Brendan, opkaldt efter den irske munk Sankta Brendan, som man mente havde gjort den samme rejse århundreder før vikingerne og Christoffer Columbus. Paturssons rejse startede fra Færøerne, hvor han afløste en anden af mandskabet og sejlede med til Island. Anden etape af turen fortsatte i 1977 fra Island, rejsen varede fra den 7. mai til den 26. juni fra Island til Peckford Island i Newfoundland.
I 1982 sejlede han på ny med Severin, denne gang deltog de i Sindbad Voyage som startede i Oman og endte i Kina. To år senere deltog Patursson i Jason Voyage, hvor han kun deltog i etapen mellem Grækenland og Georgien fra den 23. april til den 30. juni.
En af opgaverne, som Patursson havde på disse rejser, var at tegne sine indtryk fra turen. Hans tegninger blev senere brugt til at illustrere bøger om turene.

## Hæder
I januar 2014 blev han hædret med Færøernes største kulturpris Mentanarvirðisløn Landsins for året 2013.

## Galleri
- Tróndur Paturssons lysinstallation i Norðoyatunnilin.
- Tróndur Paturssons altertavle i glasmosaik i Gøtu kirkja.
- P-hus Trondur i Vejle, som er udsmykket af og opkaldt efter Patursson.

### Kunstneren
- Lise Funder, Per Steen Hebsgaard und Gunnar Hoydal: Tróndur Patursson, København 1991.
- Bárður Jákupsson: Færøernes billedkunst. Atlantia, Hjørring 2000 (S. 100-104)
- Finn Terman Frederiksen: Tróndur Patursson, Randers Kunstmuseums Forlag, 2003.

### Eventyreren
- Tim Severin: The Brendan Voyage. Hutchinson & Co., London 1978 (tegninger ved Patursson)
- Tim Severin: The Sindbad Voyage. Hutchinson & Co., London 1982.
- Tim Severin: The Jason Voyage. The Quest for the Golden Fleece. Hutchingson & Co, London 1985. (tegninger ved Patursson)
- Tim Severin: The Ulysses Voyage: Sea Search for the Odyssey. Hutchinson & Co, London 1987.
- Tim Severin: The China Voyage. A Pacific Quest by Bamboo Raft. Little, Brown and Company, London 1994.
- Tim Severin: In Seach of Moby Dick. Quest for the White Whale. Little, Brown and Company, London 1999. (tegninger ved Patursson)
- Tim Severin: In Search of Robinson Crusoe. Basic Books, New York 2002.